# Stut Theater

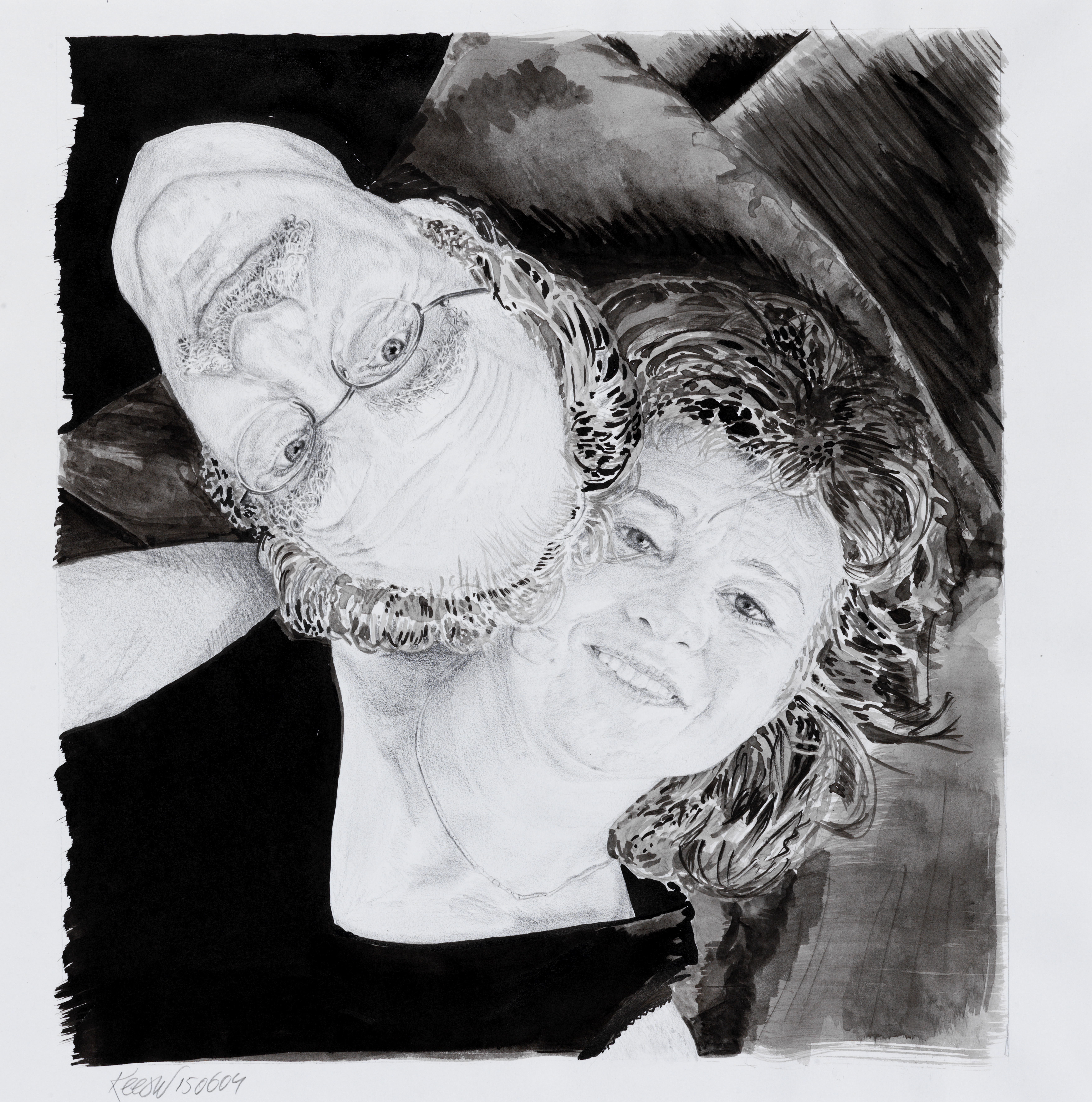
Dubbelportret door Kees Wennekendonk van Marlies Hautvast en Jos Bours; de oprichters van Stut Theater (2004)

Stut Theater is een wijktheatergroep gevestigd in de Nederlandse stad Utrecht, opgericht in 1977. Stut heeft als doel het maken van theaterstukken met bewoners van oude en nieuwe volkswijken in de stad Utrecht. Deze stukken worden opgevoerd in een straal van ongeveer 100 kilometer rondom de stad Utrecht.
Oprichters Marlies Hautvast en Jos Bours ontwikkelden een speciale methodiek. Stut interviewt bewoners van volkswijken en schrijft vervolgens rollen die aansluiten op hun belevingswereld. Stut draagt deze vorm van community theatre-methodiek uit naar theateropleidingen en -groepen uit binnen- en buitenland.
De naam van de groep verwijst naar een stut die in kolenmijnen de gangen ondersteunt. Zoals een stut deze gangen ondersteunt, wilden de oprichters met theater mensen ondersteunen, die maatschappelijk en economisch in een kwetsbare positie verkeren. Stut theater doet dit door bewoners hun eigen leven te laten spelen, met hun eigen manier van bewegen en in hun eigen taal.
Het eerste toneelstuk ging in première in 1978. Dit stuk werd gemaakt door professionele toneelbegeleiders samen met bewoners van Houtplein in de Utrechtse wijk Pijlsweerd. Deze mensen vertelden en improviseerden over hun ervaringen, waarvan de toneelbegeleiders een toneelstuk maakten, dat door diezelfde bewoners werd gespeeld, zowel in hun eigen buurt als ook andere wijken en theaters in Nederland.
In de loop der jaren zijn de voorstellingen steeds professioneler geworden. Het uitgangspunt is echter onveranderd: buurtbewoners spelen hun eigen verhaal. De laatste jaren is er veel aandacht voor de multiculturele samenleving en de belevingswereld van immigranten(kinderen). In 2007 heeft Stut een toneelstuk gemaakt naar aanleiding van de rellen dat jaar in de wijk Ondiep.

## Boeken
Stut heeft drie boeken uitgebracht, allen geschreven door mede-oprichter Jos Bours:
- Een onuitputtelijke bron - hoe een toneelschrijver inspiratie zocht en vond in de volkswijken van Utrecht (2005, 160 blz., ISBN 90-9019399-5)
- Lombok Wereldwijk - verhalen van bewoners uit een multiculturele buurt (2005, 122 blz., ISBN 90-76498-02-4)
- Community Theatre Methodiek - Een praktische handleiding (2006)

Tevens heeft Stut in 2008 een dvd uitgebracht van de Making of Familie à la Turca.
This is Holland Here! van Stut is in december 2004 geheel of gedeeltelijk op video is uitgebracht op een dvd bij het "journal" On Civility (Performance Research Volume 9, Issue No. 4 (ISBN 0415347408)). Op de dvd bij dit boek van 128 blz. staan ook twee tekstbestanden van Stut-leden Jos Bours (oprichter) en Eugene van Erven.